# Chalcolestes parvidens
Chalcolestes parvidens (Artobolevkii, 1929) je vrsta iz familije Lestidae. Srpski naziv ove vrste je Belorepa zelena devica.

## Opis vrste
Ova vrsta je skoro identičnog izgleda kao C. viridis. Tr buh oba pola je zeleno-oker. Krila su providna s braon pterostigmom. Često se nalaze na istom staništu. Za pouzdano razlikovanje potrebno je gledati strukturu primarnih genitalija mužjaka. Ukoliko su na istom staništu, javljaju se hibridi ove dve vrste. Za razliku od vrsta iz roda Lestes, odrasle jedinke uglavnom stoje na granama žbunja ili drveća, često daleko od vode. stajaće i sporotekuće vode bogato obrasle obalnom i vodenom vegetacijom .

## Stanište
Gotovo svi tipovi stajaćih i sporotekućih voda uz koje se vidi žbunasto ili drvenasto rastinje.    

## Životni ciklus
Kod ove vrste polaganje jaja se vrši u tandemu, odnosno mužjak i ženka su još uvek spojeni u toku tog procesa. Ženke polažu jaja u koru drvenastih vrsta biljaka koje rastu uz vodu, odnosno grane koje su iznad vode. Prvih nekoliko nedelja jaja se razvijajau velikom brzinom da bi posle toga ušla u dijapauzu, odnosno tako provela zimu. Na proleće razvoj jaja se nastavlja i iz njih se izležu larve koje padaju u vodu i nastavljaju da se razvijaju velikom brzinom. Nakon par meseci izležu se odrasle jedinke koje svoje egzuvije ostavljaju na priobalnim zeljastim biljkama.

## Sezona letenja
Sezona letenja traje od maja do novembra.

## Literatura
- Askew, R.R. (2004) The Dragonflies of Europe. (revised ed.) Harley Books. p215.  0-946589-75-5
- Boudot JP., et al. (2009) Atlas of the Odonata of the Mediterranean and North Africa. Libellula Supplement 9:1-256.
- Dijkstra, K-D.B & Lewington, R. (2006) Field Guide to the Dragonflies of Britain and Europe. British Wildlife Publishing.  0-9531399-4-8.